# 계양대로
계양대로(桂陽大路, 구.계양로)는 인천광역시 계양구 작전동 부평 나들목부터 계산동 계산삼거리까지 연결되는 도로이다. 거리는 2.2km이다.

## 노선
부평 나들목 - 나들목사거리 - 신내사거리 - 작전역사거리 - 작전시장 - 교대사거리(경인교대입구역) - 계산천서로교차로 - 계산삼거리

## 통과하는 지자체
- 계양구
  - 작전동 - 계산동

## 통과하는 도로
- 고속도로 : 경인고속도로
- 국도 : 국도 제6호선, 국도 제77호선 (아나지로)
- 기타 도로 : 봉오대로, 효서로,  경명대로, 계산로, 계산천서로

## 주변 우회 도로
- 장제로
- 주부토로
- 수도권제1순환고속도로 (구. 서울외곽순환고속도로)
- 국도 제39호선

## 주변 철도역
- 인천 도시철도 1호선 : 작전역, 경인교대입구역

## 통과하는 버스 노선
통과하는 버스 노선 중 광역버스, 시외버스 등 일부 노선 번호는 기재하지 않는다.
- 인천시내버스[1] : 14, 30, 43-1, 66, 76, 80, 300, 583, 584, 584-1번
- 부천시내버스 : 88번
- 김포시내버스 : 90, 90-1번[2]

## 주변 시설
- 홈플러스 작전점
- 경인교육대학교
- 부평향교

## 같이 보기
- 부평대로